# Juliana Franceschi
Juliana Franceschi Bento (Rio de Janeiro, 23 de maio de 1985) é uma jornalista, apresentadora, atriz e mestre de cerimônias brasileira.
Alcançou destaque no mercado da capital paulista como mestre de cerimônias tendo conduzido eventos de empresas como Souza Cruz, Bradesco, Bradesco Seguros, Danone, APAS, Cyrela, SINCOR, Admix, Caixa Seguradora, Banco PAN, FENAUTO entre outras. É mestre de cerimônias bilíngue e em 2015 conduziu o evento da África do Sul no Brasil todo em inglês tendo surpreendido a todos com a sua desenvoltura.

## Carreira

### Início
Nascida no bairro da Gávea, no Rio de Janeiro, é filha de João Manuel e Sarita, e irmã mais nova de João Guilherme Franceschi Bento. Cedo se mudou para Espírito Santo do Pinhal, interior de São Paulo, onde chegou a praticar futebol, mas seu tipo físico não colaborou para que o sonho de jogar bola profissionalmente fosse adiante. Na adolescência, novamente morando no Rio, chegou a entrar no time feminino de natação do Flamengo, mas novamente não seguiu adiante. Apaixonada por esportes ainda fez capoeira, Kung Fu, vôlei, ciclismo, boxe, entre outros.
Aos 16 anos, mudou-se para a cidade onde começaria sua carreira profissional, Poços de Caldas, onde cursou e formou-se em Direito pela PUC-Minas, atuando como consultora jurídica e comercial de um operadora de saúde local.
Em 2009, sua beleza atraiu a direção de uma agência de publicidade, que logo a convidou para gravar uma propaganda. Saiu-se bem, e recebeu outro convite, o de um diretor de uma emissora de Poços de Caldas, a TV Plan, para apresentar um programa musical. Juliana, que nas horas vagas gosta de cantar, também escreveu, produziu e auxiliou na direção do programa. Ao longo da sua trajetória fez publicidade para grandes marcas como Peugeot, Hyundai, Honda Motos, Colgate (sendo garota propaganda da marca em rede nacional) etc.

### TV Poços
Bastaram oito meses para que Juliana fizesse um teste, e passasse, para fazer um programa de compras ao lado de Ciro Bottini. Assim, a jovem apresentadora ingressou na TV Poços, afiliada local da Rede Minas e TV Cultura, onde, dois meses depois, já em 2010, começou a fazer participações no programa esportivo "Bate Bola", exibido ao vivo nos domingos à noite.
Já em 2011, a convite do radialista e apresentador Antônio Carlos Pereira, passou a ancorar, junto com ele, o noticioso "Canal Aberto", exibido diariamente na hora do almoço. No fim do ano, começou a trabalhar na mídia impressa, sendo jornalista e correspondente de Poços de Caldas na Revista Mídia, de grande abrangência regional.
Ao mesmo tempo, continuava gravando propagandas, posando para fotos publicitárias, fazendo eventos como Mestre de Cerimônias e consultorando na empresa de saúde.

### Terceiro Tempo
Através do Twitter, teve, já em 2012, seus primeiros contatos com Milton Neves, responsável pelo site Terceiro Tempo. Milton se interessou pelo trabalho da jovem e a convidou para não apenas acompanhar seu programa de domingo na Rede Bandeirantes como também para ser colunista do seu site, onde assina a coluna chamada "Futebol, Uai!". Em 2014 chegou a trabalhar na redação do Portal Terceiro Tempo adquirindo muita experiência com o dia a dia ao lado de Milton. Devido à incompatibilidade de horários e por privilegiar seu trabalho na TV, abandonou o posto de jornalista do portal.

### RedeTV!
No segundo quadrimestre de 2012 fez testes para ser a mais nova apresentadora esportiva da RedeTV! e substituir Paloma Tocci, passou no teste, sendo, em agosto de 2012, contratada para apresentar o RedeTV! Esporte Especial ao lado de Silvio Luiz e o bloco de esportes do Leitura Dinâmica Primeira Edição.
Mais tarde, fazia os blocos de esportes do Se Liga Brasil, do RedeTV! News, e foi também, uma das apresentadoras do Bola na Rede. Chegou ainda a fazer escala no jornalismo da casa cobrindo notícias de relevância nacional como a tragédia de Santa Maria e a morte de Hebe Camargo. No dia 3 de julho de 2013, foi anunciado que não faria mais parte do elenco da RedeTV!.

### Band
Em setembro de 2013, foi contratada pela Rede Bandeirantes como apresentadora comercial, porém chegou a fazer matérias esportivas especiais para os programas Os Donos da Bola e Terceiro Tempo. Rescindiu seu contrato com a emissora em fevereiro de 2014 para assinar com o SBT.

### SBT

#### Arena SBT
Em fevereiro de 2014, Juliana é contratada pela emissora para ser uma dos integrantes do Arena SBT, que mesclava esporte e humor. No esportivo foi responsável por diversas matérias especiais e exclusivas, cobriu a Copa do Mundo no Brasil e foi destaque em rede nacional ao lançar ao lado de David Luiz uma campanha de incentivo a doação de cabelos para o feitio de perucas a serem doadas para crianças com câncer, conhecida como "Somos Todos Carecas". Além das matérias, pelo pedido do público através das redes sociais, Juliana fez participações no palco. 
Em julho o programa sai da grade da emissora. Juliana ainda pôde ser vista nos telejornais da emissora, mas no final de julho, teve seu contrato rescindido.

#### A Praça é Nossa
Em agosto do mesmo ano, foi convidada por Carlos Alberto de Nóbrega para fazer participações especiais no humorístico "A Praça é Nossa" e em pouco tempo passou a gravar semanalmente e, ao lado de grandes nomes, como Moacir Franco, Saulo Laranjeira, Giovani Braz, entre outros. no que a garantiu uma vaga fixa no humorístico.

#### Domingo Legal
Ainda no segundo semestre, a convite de Junior Gargalaca, gravou sua primeira matéria para o Domingo Legal. Devido à aceitação do público, seguiu fazendo diversas matérias especiais para o dominical de Celso Portiolli. Em pouco tempo fez participações no palco e links ao vivo circulando entre o jornalismo e o entretenimento. Fixou-se como freelancer do programa até janeiro de 2015 quando foi substituída por Mônica Simões, repórter já contratada da casa. Após a substituição, Juliana é requisitada pelo público todos os domingos para que volte a fazer matérias e divida o conteúdo com a colega Mônica, sendo responsável pelo entretenimento enquanto Mônica ficaria com o jornalismo.

#### Turismo e Aventura
Ainda na emissora de Silvio Santos, em abril de 2015, Juliana foi contratada por uma produtora independente para apresentar e comercializar o programa Turismo & Aventura exibido aos domingos, em rede nacional. Como parte do roteiro das viagens, o programa visitou vários estados do Brasil e outros países, como Argentina, dando ênfase nas belezas naturais de cada região, tendo como foco principal a fotografia das mais belas paisagens, lugares pouco explorados e suas atualidades e personagens históricos, com uma linguagem moderna, humana, dinâmica e espontânea. A cada programa uma novidade, buscou o inusitado e suas tradições locais, além do turismo, gastronomia, esportes e aventuras, todos transmitidos por Juliana Franceschi e Samuel Guimarães.
Em novembro de 2015, por incompatibilidade de ideias com os gestores do projeto, Juliana e Samuel foram substituídos.

### TV Esporte +

#### Mais Resenha
Em setembro de 2014, Juliana começa a apresentar o programa Mais Resenha, ao lado de Vampeta e Oscar Roberto Godói. O esportivo é exibido ao vivo todas as segundas-feiras no canal 27 da NET ou por transmissão simultânea pelo site.
Em 2016, uma nova versão da mesa foi montada e Guilherme Palesi da Radio Bandeirantes foi contratado pela emissora e substituiu Oscar Roberto Godoi.

### Internet
| Ano           | Título          | Cargo         | Plataforma |
| ------------- | --------------- | ------------- | ---------- |
| 2013-presente | Juju Franceschi | Apresentadora | YouTube    |